# Galeruca canigouensis
Galeruca canigouensis is een keversoort uit de familie bladkevers (Chrysomelidae). De wetenschappelijke naam van de soort werd in 1892 gepubliceerd door Charles Adolphe Albert Fauvel.